# Ford Super Deluxe
Der Ford Super Deluxe war ein PKW-Modell von Ford, das von 1941 bis 1942 als Spitzenmodell, parallel zu den Modellen Standard und Deluxe gebaut wurde. Nach dem Zweiten Weltkrieg lebte es 1946–1948 wieder auf.

## Modelle Jahr für Jahr

### Modelle 11A / 21A (1941–1942)
Im September 1940 präsentierte Ford den Nachfolger des V8 wahlweise mit dem bekannten V8-Motor mit 3.621 cm³ Hubraum und 90 bhp (66 kW) Leistung bei einer Drehzahl von 3.800/min. oder einem neuen Sechszylinder-Reihenmotor mit 3.700 cm³ Hubraum und der gleichen Leistung, allerdings bereits bei 3.300/min.
Der Super Deluxe war das Spitzenmodell und es gab ihn als 2- oder 4-türige Limousine, 2-türiges Coupé mit 3 oder 4 Sitzen, 2-türiges Limousinen-Coupé, 2-türiges Cabriolet mit 4 Sitzen oder 5-türigen Kombi.
Das Modelljahr 1942 war wegen des Kriegseintritts der Vereinigten Staaten stark verkürzt. Die Produktion von zivilen Fahrzeugen endete bei Ford, wie auch bei den anderen Kfz-Herstellern der USA im März 1942. In dem Jahr wurden die Wagen des Jahrgangs 1941 ohne große Veränderungen weitergebaut. Insgesamt entstanden in zwei Jahren 482.619 Super Deluxe.

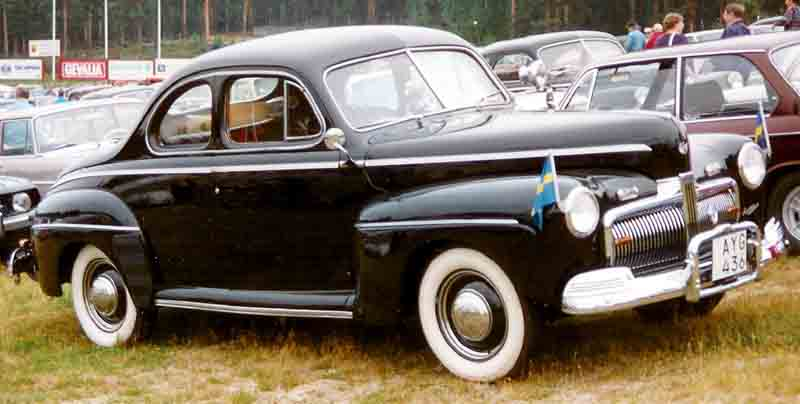
Ford Super Deluxe Coupé Modell 21A (1942)

### Modelle 6GA, 69A, 7GA, 79A, 87HA und 89A (1946–1948)
Im September 1945 wurden die ersten Nachkriegsmodelle präsentiert. Der Super Deluxe entsprach im Wesentlichen dem Vorkriegsmodell und erhielt einen überarbeiteten Kühlergrill. Der V8-Motor war auf 3.916 cm³ aufgebohrt worden und leistete nun 100 bhp (74 kW) bei 3.800/min.
1947 gab es keine Veränderungen. 1948 gab der Sechszylindermotor bei gleichem Hubraum 5 bhp mehr ab.
In drei Jahren entstanden 976.972 Super Deluxe. Im Folgejahr löste der Ford Custom den Super Deluxe ab.